# Limassolla krasna
Limassolla krasna är en insektsart som först beskrevs av Irena Dworakowska 1981.  Limassolla krasna ingår i släktet Limassolla och familjen dvärgstritar.
Artens utbredningsområde är Kongo-Kinshasa. Utöver nominatformen finns också underarten L. k. insulana.